# Resilience
Resilience è il quinto album discografico del gruppo musicale heavy metal statunitense Drowning Pool, pubblicato nell'aprile 2013.
Si tratta del primo album con il vocalist Jasen Moreno. Questo album, in confronto a quelli registrati con Ryan McCombs, è decisamente più aggressivo.

## Tracce
1. Anytime Anyplace – 3:36
2. Die for Nothing – 3:12
3. One Finger and a Fist – 3:06
4. Digging These Holes – 3:48
5. Saturday Night – 3:53
6. Low Crawl – 3:39
7. Life of Misery – 3:50
8. Broken Again – 3:19
9. Understand – 3:41
10. Bleed With You – 3:30
11. Skip to the End – 3:38

### Tracce bonus dell'edizione deluxe per iTunes[1]
1. In Memory of... – 3:57
2. Blindfold – 3:11
3. Apathetic – 3:54
4. One Way Prophecy – 3:59

Durata totale: 15:01

## Gruppo
- Jasen Moreno – voce
- C.J. Pierce – chitarra
- Stevie Benton – basso
- Mike Luce – batteria